# Anthonie Palamedesz.
Anthonie Palamedesz., född  1600 eller 1601 i Delft, död 1673 i Amsterdam under ett tillfälligt besök, var en nederländsk konstnär.
Palamedesz. var främst interiör- och sällskapsmålare, närmast beroende av Pieter Codde. Han tillhörde den skola av genremålare som utbildades under inflytande av Frans och Dirk Hals. Han var verksam i Delft, där han som porträttmålare efterföljde Michiel Janszoon van Miereveld. Han interiörer (med små figurer) uppvisar oftast fint ljusdunkel. Typiska bilder är Rökande soldater (Nationalmuseum) och Soldater i en vaktstuga (Kunstmuseet, Köpenhamn). Hans bror Palamedes Palamedesz målade soldatscener, i synnerhet exteriörer, bilder från lägerlivet med mera.
Ett sällskapsstycke av honom finns på Hallwylska museet.